# Abdulahat Abdurixit
Abdulahat Abdurixit (Alternativnamen: Abdul Abdulrixit, Ablet Abdureshit, uigurisch: ئابلەت ئابدۇرىشىت; chinesisch 阿不来提.阿不都热西提; * März 1943 in Yining, Xinjiang) ist ein chinesischer Politiker der Kommunistischen Partei Chinas (KPCh), der unter anderem zwischen 1993 und 2003 Vorsitzender der Volksregierung des Uigurischen Autonomen Gebietes Xinjiang sowie von 2003 bis 2013 stellvertretender Vorsitzender des Nationalkomitees der Politischen Konsultativkonferenz des chinesischen Volkes war.

## Leben
Abdulahat Abdurixit, der zur Volksgruppe der Uiguren gehört, wurde 1960 Mitglied der KPCh und begann ein Studium an der Fakultät für Maschinenbau und Elektrotechnik am Ingenieurinstitut Xinjiang, welches er 1965 beendete. Anschließend war er von 1965 bis 1980 als Techniker und zuletzt als Ingenieur am Institut für Architektur-Prospektion und Design in Xinjian, dessen stellvertretender Direktor er zwischen 1980 und 1983 war. Danach fungierte er zwischen 1983 und 1991 gleichzeitig als stellvertretender Direktor des Planungskomitees des Uigurischen Autonomen Gebietes Xinjiang, Sekretär und Mitglied der Parteiführungsgruppe der KPCh dieses Planungskomitees. Nachdem er 1991 stellvertretender Vorsitzender war, wurde er im März 1993 Nachfolger von Tomur Dawamat als Vorsitzender der Volksregierung des Uigurischen Autonomen Gebietes Xinjiang und bekleidete dieses Amt zehn Jahre lang bis zu seiner Ablösung durch Ismail Tiliwaldi im März 2003. Zeitgleich war er von 1993 bis 2008 stellvertretender Sekretär des Parteikomitees der KPCh dieser autonomen Region und damit Stellvertreter des Parteisekretärs von Xinjiang, Song Hanliang (1993 bis 1996) beziehungsweise Wang Lequan (1996 bis 2008).
Auf dem XV. Parteitag der Kommunistischen Partei Chinas wurde Abdurixit im September 1997 Mitglied des Zentralkomitees (ZK der KPCh) und gehörte diesem Führungsgremium nach seiner Wiederwahl auf dem XVI. Parteitag im September 2002 sowie auf dem XVII. Parteitag im September 2007 fünfzehn Jahre lang bis September 2012 an. 2003 war er zudem kurzzeitig Vorsitzender des Volkskongresses sowie Sekretär der Parteiführungsgruppe der KPCh des Volkskongresses des Uigurischen Autonomen Gebietes Xinjiang. Er fungierte zwischen 2003 und 2013 als Stellvertretender Vorsitzender des Nationalkomitees der Politischen Konsultativkonferenz des chinesischen Volkes (PKKCV) und damit einer der Stellvertreter Jia Qinglin. Zeitgleich war er zwischen 2003 und 2013 auch Mitglied der Parteiführungsgruppe der PKKCV sowie von November 2003 bis November 2019 Präsident der Chinesisch-Afrikanischen Freundschaftsgesellschaft und ist seit Mai 2007 Berater der Chinesischen Volksvereinigung für Freundschaft mit dem Ausland.

## Weblink
- Abdul Abdulrixit (chinavitae.com) (Memento vom 30. Juli 2016 im Internet Archive)